# أوبن آي دي
الهوية المفتوحة (بالإنكليزية OpenID وتقرأ أوبين أي دي) هو معيار مفتوح وبروتوكول يصف كيفية الاستيقان من المستخدمين بطريقة لامركزية، بحيث تلغي الحاجة لخدمات تزود أنظمتها الخاصة وتسمح للمستخدمين أن يجمعو ما بين كل هوياتهم الرقمية. يستطيع المستخدمون أن يخلقوا هويةً مفتوحة على مزود الهويات الذي يختارونه، ومن ثم يصبح بإمكانهم أن يسجلوا الدخول إلى أي موقع يقبل بالاستيقان المعتمد على الهوية المفتوحة.